# Західноморський край

Кінай
Східноморський край (Токай)
Східногірський край (Тосан)
Північноземний край (Хокуріку)
Темногірський край (Сан'їн)
Світлогірський край (Санйо)
Південноморський край (Нанкай)
Західноморський край (Сайкай)

Західномо́рський кра́й (яп. 西海道, さいかいどう, МФА: [sai̯kai̯ doː]) — адміністративна одиниця найвищого рівня в Японії 8 — 19 століття. Один з семи країв. З 20 століття — назва однойменного регіону.
Інші назви — Західномор'я, регіо́н Сайкай.

## Провінції
1. Провінція Будзен
2. Провінція Бунґо
3. Провінція Ікі
4. Провінція Осумі
5. Провінція Сацума
6. Провінція Тікуґо
7. Провінція Тікудзен
8. Провінція Хіґо
9. Провінція Хідзен
10. Провінція Хюґа
11. Провінція Цусіма